# Institución Deportiva Guruyú Waston
La Institución Deportiva Guruyú Waston es un equipo de baloncesto uruguayo. Fue fundado el 7 de septiembre de 1938, en Montevideo, Uruguay. Se afilió a la FUBB en el año 1939. El club toma su nombre de la fusión de dos clubes del barrio Ciudad Vieja (Guruyú y Waston) ubicándose su antigua sede y cancha abierta en Maciel 1470 esquina 25 de Mayo. Alberto Resala fue el socio número 12. 
En 2010 consiguió el ascenso a la Liga Uruguaya, luego de coronarse campeón 2009 en la DTA (Tercera de Ascenso) y campeón 2010 del Torneo Metropolitano con 17 partidos ganados y tan solo 5 perdidos (2 de ellos tras coronarse con dos fechas de anticipación). Logró así jugar en la máxima categoría del básquetbol uruguayo luego de 39 años, pero por primera vez en la Liga Uruguaya, ya que su última temporada en primera, 1972, se disputaba el Federal de Primera División.
Tras descender, en 2013 fue vicecampeón del Torneo Metropolitano derrotando en finales por el 2.º ascenso a Welcome y logró subir otra vez a la Liga Uruguaya aunque posteriormente desistió de participar.
Jugó en 1.ª división en: 1962, 1965a1968, 1971, 1972, 2011.
En 2013 la FUBB decidió dar el nombre de "75 aniversario del club Waston" al Torneo Metropolitano.

## Plantel 2013
| Ficha      | Nacionalidad              | Jugador               | Año de nacimiento | Posición  | Altura (metros) |
| ---------- | ------------------------- | --------------------- | ----------------- | --------- | --------------- |
| Extranjero | Bandera de Estados Unidos | Adrian Moss           | 1981              | Pívot     | 2.03            |
| Extranjero | Bandera de Brasil         | Thiago Labbate        | 1983              | Pívot     | 2.08            |
| Mayor      | Bandera de Uruguay        | Rodrigo Riera         | 1972              | Base      | 1.84            |
| Mayor      | Bandera de Uruguay        | Christian Modernell   | 1990              | Escolta   | 1.93            |
| Mayor      | Bandera de Uruguay        | Brian García          | 1990              | Escolta   | 1.80            |
| Mayor      | Bandera de Uruguay        | Pablo García          | 1990              | Escolta   | 1.95            |
| Mayor      | Bandera de Uruguay        | Rodrigo Carvidón      | 1984              | Ala-Pívot | 1.96            |
| Mayor      | Bandera de Uruguay        | Hugo Timote           | 1987              | Ala-Pívot | 1.98            |
| Mayor      | Bandera de Uruguay        | Federico Ledanis      | 1985              | Ala-Pívot | 1.95            |
| Mayor      | Bandera de Uruguay        | Pablo De Los Santos   | 1981              | Base      | 1.82            |
| Sub-23     | Bandera de Uruguay        | Abel Agarbado         | 1993              | Base      | 1.72            |
| Sub-23     | Bandera de Uruguay        | Nicolás Álvarez       | 1992              | Escolta   | 1.94            |
| Sub-23     | Bandera de Uruguay        | Ezequiel Álamo        | 1992              | Pívot     | 2.00            |
| Sub-23     | Bandera de Uruguay        | Claudio Muela         | 1991              | Escolta   | 1.95            |
| Sub-23     | Bandera de Uruguay        | Maximiliano calatroni | 1992              | Pívot     | 1.87            |

## Redes sociales
El club actualmente cuenta con su página web oficial y además difunde información en su Facebook oficial. El 29 de mayo de 2013 el club hizo público el lanzamiento de su cuenta oficial en Twitter.